# Боб Паквуд
Роберт Вільям «Боб» Паквуд (англ. Robert William «Bob» Packwood; нар. 11 вересня 1932, Портленд, Орегон) — американський політик республіканець. Він представляв штат Орегон у Сенаті Сполучених Штатів з 1969 по 1995 роки, очолював сенатський Комітет з питань фінансів з 1985 по 1987 і у 1995.
У 1954 році він закінчив Університет Вілламетта, а у 1957 — Школу права Нью-Йоркського університету. Працював юристом у Портленді, був членом Палати представників Орегону з 1963 по 1968.